# Giovanna Frene
Giovanna Frene, all'anagrafe Sandra Bortolazzo (Asolo, 16 dicembre 1968), è una poetessa italiana.

## Biografia
Si è diplomata in Pittura all'Accademia di Belle Arti di Venezia e laureata in Lettere all'Università di Padova con una tesi su Andrea Zanzotto, per poi conseguire il dottorato in Storia della Lingua.  È insegnante di materie umanistiche.
Esordisce in poesia con Immagine di voce, edito nel 1999, cui segue l'anno successivo Spostamento, per LietoColle (Premio Montano, 2002). Nel 2001 presso Manni esce Datità, con una postfazione di Andrea Zanzotto (riedito poi da Arcipelago itaca nel 2019), nel 2004 Stato apparente (LietoColle), nel 2007 Sara Laughs (D'If, Premio Mazzacurati-Russo 2006), nel 2011 Il noto, il nuovo, accompagnato dalla traduzione inglese (Transeuropa). Il suo ultimo libro è Tecnica di sopravvivenza per l'occidente che affonda, pubblicato da Arcipelago itaca nel 2015 e accompagnato da sei immagini fotografiche di Orlando Myxx.
Sue poesie sono ospitate in numerose riviste italiane e straniere – tra le altre, "Paragone", "Il Verri", "Anterem", "Poesia", "Gradiva", "Atelier", "Italian Poetry Review" (New York, 2010), "Aufgabe" (New York, 2009) – nonché nei blog di "Nuovi Argomenti", "Nazione Indiana" e "Atelier" e di molte altre riviste.
È inclusa in varie antologie poetiche, tra le quali Nuovi Poeti italiani 6 (a cura di Giovanna Rosadini, Einaudi 2012), Poeti degli Anni Zero (a cura di Vincenzo Ostuni, Ponte Sisto, 2011), New Italian Writing (a cura di J. Calahan e R. Palumbo Mosca, "Chicago Review", 56:1, Spring 2011), Parola Plurale. Sessantaquattro poeti italiani fra due secoli (Sossella Editore, 2005). È tradotta in antologie di poesia italiana statunitensi, inglesi e spagnole.

## Giudizio critico
«Il conterraneo Zanzotto – secondo Giovanna Rosadini – è invece il mentore amatissimo di Giovanna Frene, che lo riecheggia nelle scelte morfolessicali e ne accoglie le suggestioni in fatto di poetica, con particolare riferimento a Galateo in Bosco, ma se ne allontana per "un insistito espressionismo stilistico (nella forma di allitterazioni, nessi consonantici aspri, ardite composizioni neologistiche ecc.), riconducibile alla grande tradizione espressionista europea, e un'adesione spesso quasi immediata alle forme della poesia pensante heideggerianamente intesa (con il suo corollario di andamento aforistico e assertivo)" (Paolo Zublena).»

## Opere
- Immagine di voce, Facchin 1999.
- Spostamento, Lietocolle 2000, Premio Montano 2002.
- Datità, Manni 2001, postfazione di Andrea Zanzotto (riedizione: Arcipelago Itaca 2019).
- Stato apparente, Lietocolle 2004.
- Sara Laughs, D'If 2007, Premio Montanari-Russo 2006.
- Il noto, il nuovo, Transeuropa 2011.
- Tecnica di sopravvivenza per l'occidente che affonda, Arcipelago Itaca 2015, con sei immagini di Orlando Myxx.
- Eredità ed estinzione, Donzelli, 2024, Finalista Premio Strega Poesia 2024